# Irakli Peak
Der Irakli Peak (englisch; bulgarisch връх Иракли wrach Irakli) ist ein 1336 m hoher Berg im Grahamland auf der Antarktischen Halbinsel. Er ist die höchste Erhebung der Trakiya Heights auf der Trinity-Halbinsel und ragt 1,43 km nordöstlich des Antonov Peak, 3,24 km südwestlich des Mount Canicula, 3,87 km westnordwestlich des Mount Daimler und 3,56 km nordnordwestlich des Bozveli Peak im nordwestlichen Teil des Gebirges auf.
Deutsche und britische Wissenschaftler kartierten ihn 1996. Die bulgarische Kommission für Antarktische Geographische Namen benannte ihn 2010 nach dem Naturschutzgebiet Irakli an der bulgarischen Schwarzmeerküste.